# Zvonivá jama
Zvonivá jama (slovensky Zvonivá jama nebo Zvonivá diera, Zvonica, Zvonivá priepasť, priepasť Zvonica) je vertikální jeskyně, která se nachází uprostřed Plešivecké planiny v katastrálním území obce Plešivec, okresu Rožňava. Patří mezi známé a významné jeskyně Slovenského krasu. V minulosti podle místních obyvatel a legendy obýval propast drak.

## Ochrana
Patří pod správu NP Slovenský kras. Od roku 1995 je jeskyně zapsána spolu s ostatními přírodními památkami na Slovensku a v Maďarsku na seznamu Světového dědictví UNESCO pod společným názvem Jeskyně Slovenského krasu a Aggteleckého krasu. V roce 1996 se stala národní přírodní památkou Slovenské republiky.

## Popis
Povrchový vstup do jeskyně tvoří hluboká propast, jakých je v okolí hned několik. Vstup tvoří otvor s hloubkou 100,5 m (101 m). Na dně je vysoký suťový násyp. V podzemí se nachází obrovský dóm a stalagmity vysoké 10 m (největší Sloup strachu 26 m).
Vnitřek jeskyně je dlouhý 220, široký 40 a vysoký 20–50 metrů. Jeskyně byla zformována v středním triasu v tektonických puklinách vápence.
Do jeskyně poprvé vstoupili místní obyvatelé v roce 1875 a později v roce 1882. První seriózní popis a mapa jeskyně pochází z roku 1925. V roce 1943 zkoumali jeskyni maďarští speleologové.